# رومئو و ژولیت (فیلم ۱۹۶۸)
رومئو و ژولیت (به انگلیسی: Romeo and Juliet) فیلمی در ژانر رمانتیک به کارگردانی فرانکو زفیرلی با بازی لئونارد وایتینگ در نقش رومئو و الیویا هاسی در نقش ژولیت از سال ۱۹۶۸ است. این فیلم بر اساس نمایشنامه‌ای به همین نام اثر ویلیام شکسپیر ساخته شده‌است.
این فیلم در چهل و یکمین دوره جوایز اسکار برنده ۲ جایزه برای بهترین فیلم‌برداری (پاسکوالینو د سانتیس) و بهترین طراحی لباس (دانیلو دوناتی) شد و همچنین نامزد بهترین کارگردانی و بهترین فیلم شد، که آخرین فیلم شکسپیر تا به امروز است که در رده آخر نامزد شده‌است. وایتینگ و هاسی هر دو برنده جایزه گلدن گلوب برای آتیه‌دارترین تازه‌واردان شدند.

## دادخواهی
در ژانویه ۲۰۲۳ (۵۵ سال پس از انتشار فیلم)، هاسی و وایتینگ، ۱۵ و ۱۶ ساله در زمان فیلم‌برداری، شکایتی را به مبلغ ۵۰۰ میلیون دلار در دادگاه عالی لس آنجلس علیه پارامونت پیکچرز به اتهام سوء استفاده جنسی، آزار و اذیت جنسی و کلاهبرداری مطرح کردند؛ در این دعوی ادعا شده‌است که صحنه‌های برهنگی بدون اطلاع آن‌ها انجام پذیرفته‌است و به معنی کودک‌آزاری است.